# 1998 HU43
1998 HU43 är en asteroid i huvudbältet som upptäcktes den 20 april 1998 av LINEAR i Socorro County, New Mexico.
Asteroiden har en diameter på ungefär 4 kilometer.